# Татарський юрт (Область Війська Донського)
Татарський юрт — юрт у складі Черкаського округу області Війська Донського.
До юрту належали поселення (з даними на 1859 рік):
- Татарська — козацька станиця положена над річкою Тузлов у 3 верстах від Новочеркаська; 65 дворових господарств; 337 осіб (184 чоловіків й 153 жінок); мечеть;
- Кріпинський — козацький хутір положений над річкою Кріпка у 70 верстах від Новочеркаська; 55 дворових господарств; 300 осіб (160 чоловіків й 140 жінок); мечеть.

Станом на 1873 рік Татарського юрту не існує. Татарська станиця була віднесена до Новочеркаського юрту.
За сучасності Татарська станиця є місцевістю Новочеркаська Татарка, на північному сході міста.